# Buruku
Buruku é uma Área de governo local do Benue (estado), Nigéria. Sua sede fica na cidade de Buruku. Possui uma área de 1.246 km² e uma população de 203.721 no censo de 2006.
O código postal da área é 981.